# Pittura metafisica

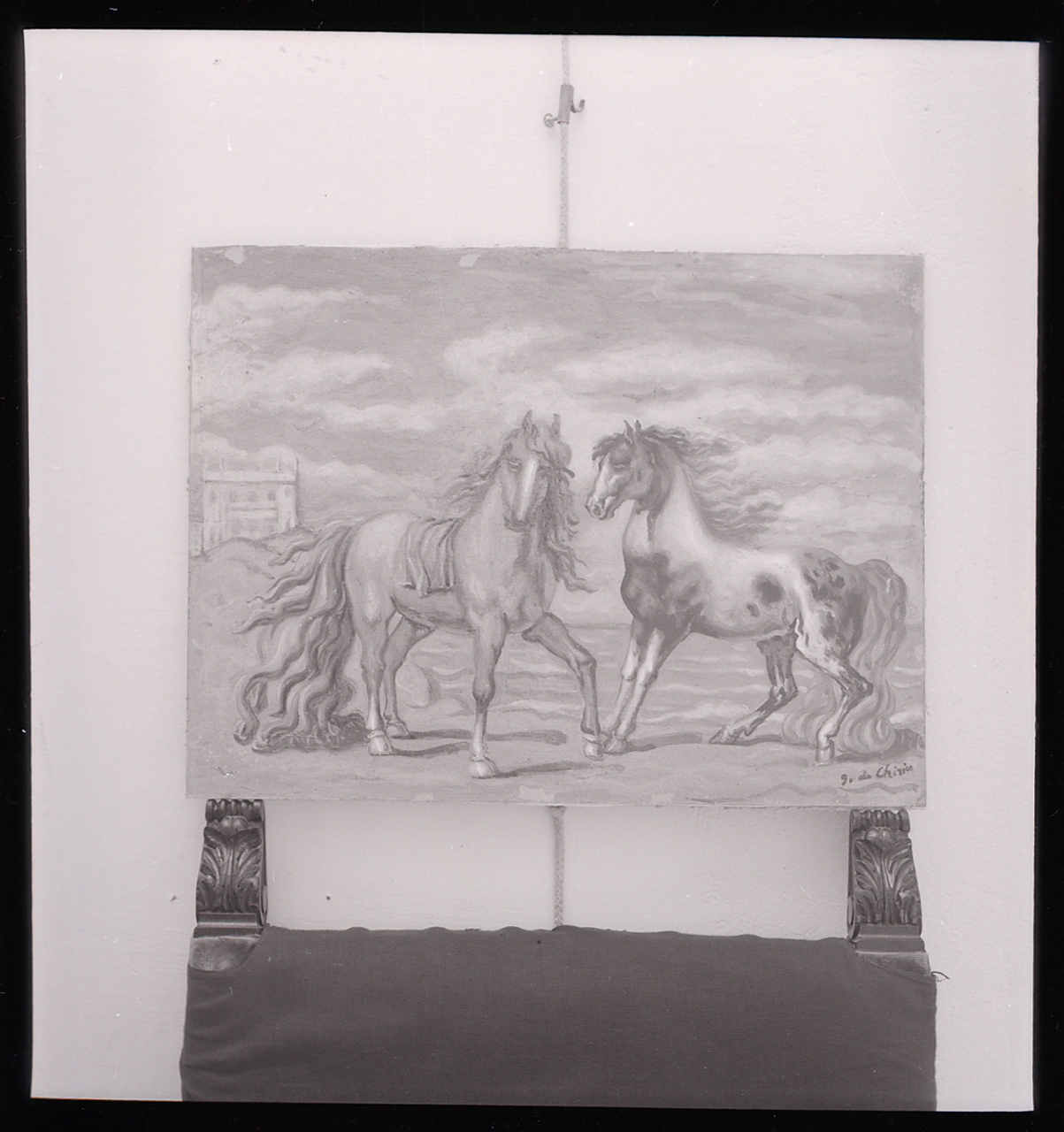
Giorgio de Chirico, Cavalli (foto Paolo Monti. Fondo Paolo Monti, BEIC).

Pittura metafisica (z wł. malarstwo metafizyczne) – termin określający twórczość włoskiego malarza Giorgia de Chirico w latach 1911–1918, który uznawany jest za twórcę tego kierunku (jego teorię stworzył wraz z Guillaume’em Apollinaire’em i swoim bratem Alberto Savinio). Chirico inspirował się wtedy romantyzmem, filozofią, a także archeologią, mitologią i sztuką antyczną. Pojęcie to, dotyczące metafizycznych przestrzeni, stało się bardzo istotne dla twórców ruchu surrealistycznego. W jego duchu tworzyli m.in. Alberto Savinio, Giorgio Morandi, Ardengo Soffici, a także Carlo Carrà i inni malarze futurystyczni.